# Pailin
Pailin è una città (krong) della Cambogia con stato di municipalità, ovvero allo stesso livello delle province. Il territorio attorno a Pailin è noto per le sue risorse minerarie.

## Storia
Inizialmente l'area di Pailin era una piccola zona forestale col sottosuolo ricco di risorse minerarie; dopo la scoperta di queste ultime Pailin divenne un importante centro d'affari e di commercio. Negli anni settanta Pailin era una città prospera grazie ai depositi di gemme; questo però la rese uno dei primi obiettivi dei Khmer rossi, di cui è stata una delle principali roccaforti anche dopo la caduta del loro regime ad opera del Vietnam: ancor oggi vi risiedono ex-ufficiali dell'Angkar Padevat e una buona parte degli anziani della popolazione civile ha combattuto tra le loro file.

## Cultura
La cultura nella zona di Pailin si differenzia da quella khmer ed ha più aspetti in comune con quella birmana.